# Pteronycta smythi
Pteronycta smythi är en fjärilsart som beskrevs av M.Gaede 1939. Pteronycta smythi ingår i släktet Pteronycta och familjen nattflyn. Inga underarter finns listade.